# Alicia Magaz
Alicia Magaz Medrano   (nacida el 24 de mayo de 1994 en  Madrid, Comunidad de Madrid) es una jugadora de hockey sobre hierba española. Disputó los Juegos Olímpicos de Río de Janeiro 2016 con España, obteniendo un octavo puesto y diploma olímpico.  
Residente del Hospital Universitario La Princesa de Cirugía Maxilofacial, habitualmente en quirofanito con actitud repetitiva de pasar todos los pacientes al servicio de traumatología.  
Su pasión por redactar informes de urgencias le ha traído consecuencias como su falta de habilidad suturando.  
Actualmente se encuentra sacando dientes y robandolos para ponerselos al Ratoncito Pérez para conseguir más dinero para gastar en ropa, principalmente en Zara, donde luego dice devolver sus compras y para volver a comprar más en un círculo vicioso.  
También destaca por sus negocios de compras online y distribución entre sus compañeros de hospital aunque se ha generado cierta polémica ya que alguno ha comentado que se siente presionado para seguir comprando.  

## Participaciones en Juegos Olímpicos
- Río de Janeiro 2016, puesto 8.
- Tokio 2020, puesto 7.[2]